# Милецкий, Мечислав
Мечислав Милецкий (пол. Mieczysław Milecki; 9 ноября 1907 — 23 февраля 1988) — польский актёр театра, кино и телевидения.

## Биография
Мечислав Милецкий родился в Варшаве. В 1927 году окончил Драматическое отделение у Варшавской консерватории. Дебютировал в 1929 году в Польском театре в Варшаве. Актёр театров в Быдгоще, Вильнюсе и Варшаве. Выступал в спектаклях «театра телевидения» в 1958—1982 годах.
Похоронен на лютеранском кладбище Варшавы.

## Избранная фильмография
- 1934 — Разве Люцина девушка? / Czy Lucyna to dziewczyna?
- 1937 — Пламенные сердца / Płomienne serca
- 1939 — Гений сцены / Geniusz sceny
- 1939 — Завещание профессора Вильчура / Testament profesora Wilczura
- 1946 — Два часа / Dwie godziny
- 1953 — Трудная любовь / Trudna miłość
- 1963 — Далека дорога / Daleka jest droga
- 1963 — Девушка из банка / Zbrodniarz i panna
- 1964 — Влюбленный «Пингвин» / Pingwin
- 1964 — Первый день свободы / Pierwszy dzień wolności
- 1967 — Вестерплатте / Westerplatte
- 1967 — Ставка больше, чем жизнь / Stawka większa niż życie (только в 8-й серии)
- 1977 — Солдаты свободы
- 1977 — Польские пути / Polskie drogi (только в 7-й серии)
- 1978 — Жизнь, полная риска / Życie na gorąco (только в 4-й серии)

## Признание
- 1950 — Государственная премия ПНР 3-й степени.
- 1953 — Золотой Крест Заслуги.
- 1955 — Медаль «10-летие Народной Польши».
- 1966 — Кавалерский крест Ордена Возрождения Польши.
- 1977 — Командорский крест Ордена Возрождения Польши.